# Kongea
Kongea (Congea) je malý rod rostlin z čeledi hluchavkovitých. Zahrnuje 10–12 druhů rozšířených v jižní a jihovýchodní Asii a v tropech celého světa pěstovaných pro okrasu.

## Popis

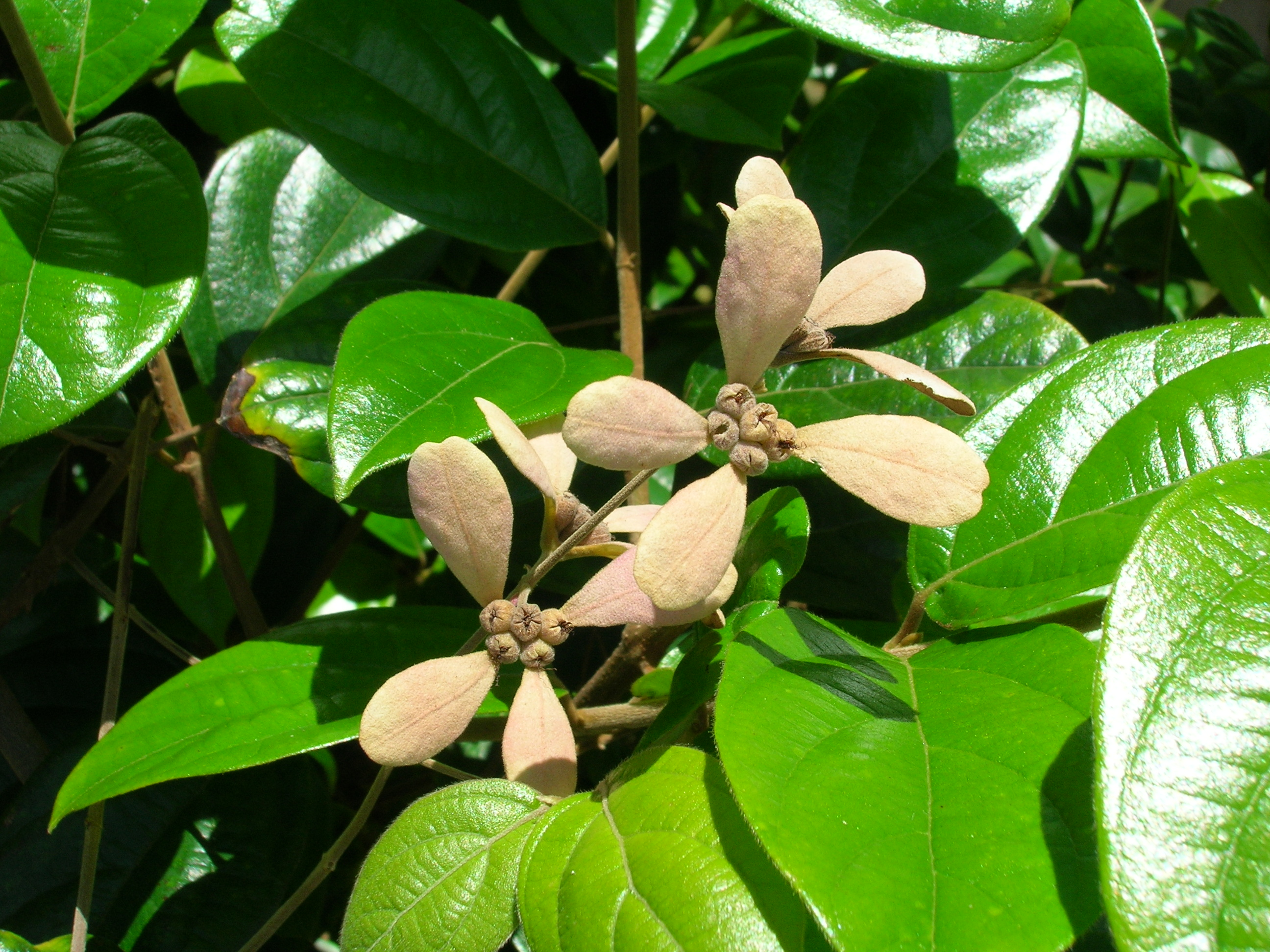
Detail květů a listenů

Jsou to šplhavé keře a dřevnaté liány. Listy jsou vstřícné, řapíkaté, celokrajné, často s vyniklou žilnatinou. Květenstvím je terminální nebo úžlabní lata složená z vrcholíků, které jsou podepřeny třemi nebo čtyřmi nápadnými, podlouhle obvejčitými listeny. Ty jsou 2–3 cm dlouhé a zhruba 1 cm široké, na vrcholu okrouhlé nebo vykrojené, jejich barva se mění od růžové po fialovou do šedé. Samotné květy jsou poměrně drobné, přisedlé nebo krátce stopkaté, s pravidelným pěticípým chlupatým kalichem a dvoupyskatou korunou bělavé, růžové nebo nafialovělé barvy. Rozkvétají v zimě (leden až březen). Tyčinky jsou 4, čnělka s krátce dvouklanou bliznou, plody jsou podlouhlé peckovice. Ploidie rodu je 2n = 34.

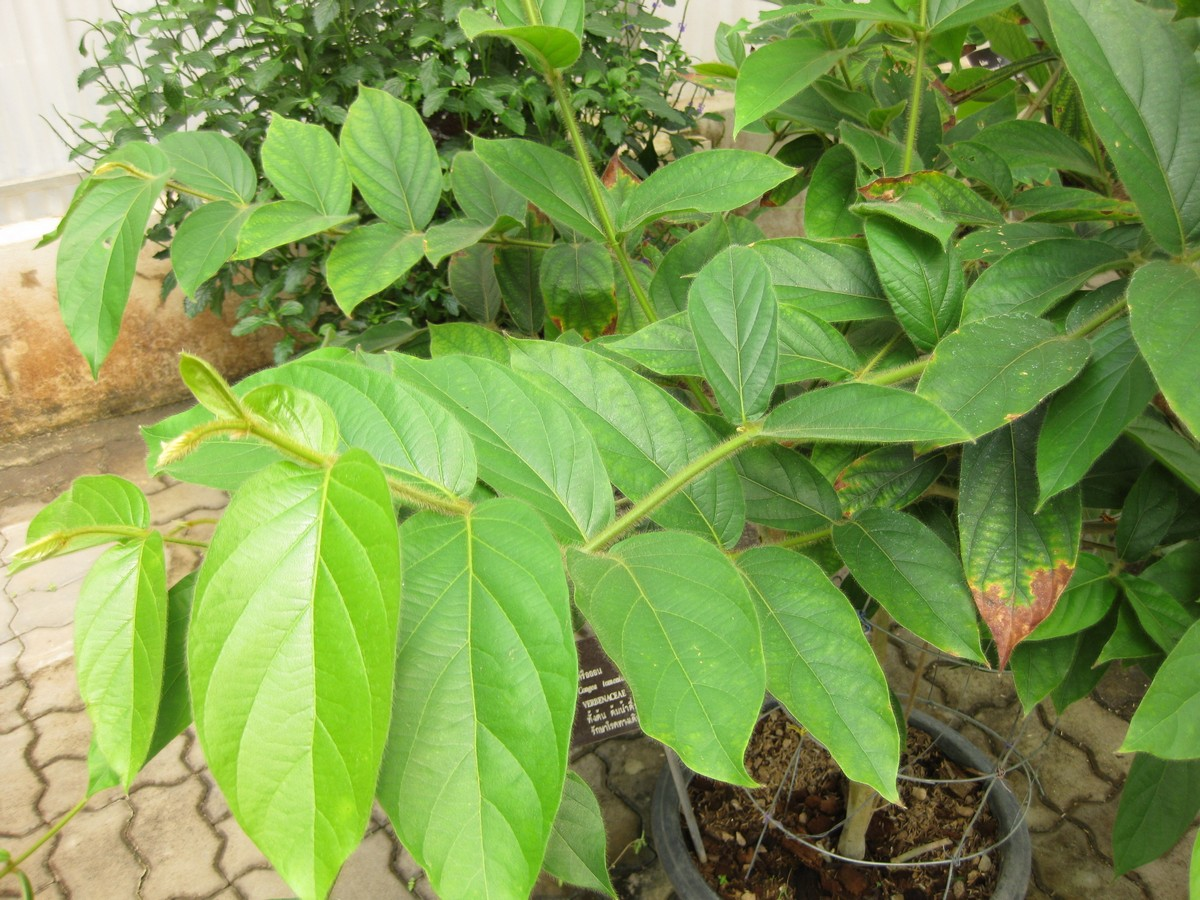
Mladá rostlina ve skleníku

## Rozšíření a ekologie
Zástupci rodu kongea jsou rozšířeni především v tropických oblastech Asie, od Indického subkontinentu přes Indočínu (Barma, Thajsko, Vietnam) až po jihovýchodní Asii (Indonésie, Malajsie, Sumatra), zasahují též na území jihozápadní Číny. Rostou ve světlých smíšených lesích, křovinách a lesních lemech. Jako okrasné rostliny byly naturalizovány též v teplých oblastech Severní a Střední Ameriky.

## Systematika
Rod patří v rámci hluchavkovitých do malé podčeledi Symphorematoideae, obsahující kromě něho ještě rody Symphorema a Sphenodesme. Všechno jsou to liány rozšířené v oblasti jihovýchodní Asie a Indočíny. V tradičních systémech byly řazeny do čeledi sporýšovitých (Verbenaceae), odkud byly na základě molekulárních studií na začátku 21. století přesunuty mezi hluchavkovité. Typovým druhem rodu je Congea tomentosa.

## Zástupci
- Congea chinensis Moldenke
- Congea connata H.R.Fletcher
- Congea forbesii King & Gamble
- Congea griffithiana Munir
- Congea hansenii Moldenke
- Congea pedicellata Munir
- Congea rockii Moldenke
- Congea siamensis H.R.Fletcher
- Congea tomentosa Roxb.
- Congea velutina Wight
- Congea vestita Griff.

## Využití

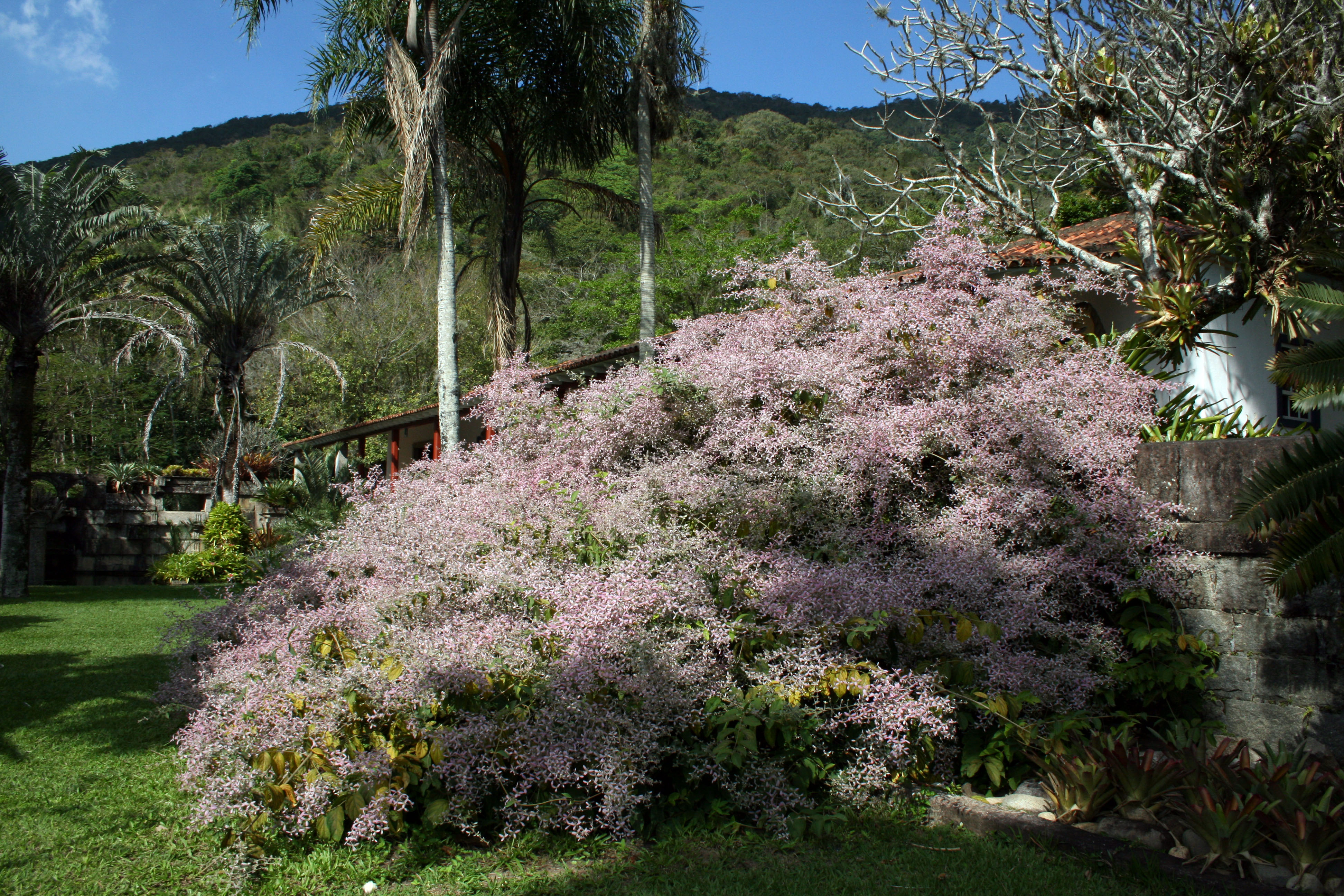
Celkový habitus

Některé druhy, především Congea tomentosa, jsou pěstovány jako okrasné rostliny v tropech celého světa. Jsou to liány atraktivní především nápadnými barevnými listeny v době květu, vhodným řezem je lze udržovat i v podobě keře. Na půdu jsou nenáročné, nesnáší ovšem mráz, mimo tropické oblasti je tedy lze celoročně pěstovat pouze ve skleníku. V českém prostředí se s nimi prakticky nesetkáme, jediný zástupce je uváděn ze skleníku Fata Morgana Botanické zahrady hlavního města Prahy.